# Leichtathletik-Weltmeisterschaften 2022/Teilnehmer (Republik Kongo)
| Goldmedaillen | Silbermedaillen | Bronzemedaillen |
| ------------- | --------------- | --------------- |
| —             | —               | —               |

Die Republik Kongo meldete zwei Athleten für die Teilnahme an den Leichtathletik-Weltmeisterschaften 2022 in Eugene. Beide traten jedoch nicht zu den Wettkämpfen an.

## Ergebnisse

### Männer

#### Laufdisziplinen
| Athlet                 | Disziplin | Vorlauf | Vorlauf | Halbfinale | Halbfinale | Finale | Finale |
| Athlet                 | Disziplin | Zeit    | Platz   | Zeit       | Platz      | Zeit   | Platz  |
| ---------------------- | --------- | ------- | ------- | ---------- | ---------- | ------ | ------ |
| Gilles Anthony Afoumba | 400 m     | DNS     | DNS     | DNQ        | DNQ        | –      | –      |

#### Sprung/Wurf
| Athlet        | Disziplin   | Qualifikation | Qualifikation | Finale     | Finale |
| Athlet        | Disziplin   | Weite/Höhe    | Platz         | Weite/Höhe | Platz  |
| ------------- | ----------- | ------------- | ------------- | ---------- | ------ |
| Franck Elemba | Kugelstoßen | DNS           | DNS           | DNQ        | DNQ    |